# Euophryum rufum
Euophryum rufum är en skalbaggsart som först beskrevs av Thomas Broun 1880.  Euophryum rufum ingår i släktet Euophryum, och familjen vivlar. Arten har ej påträffats i Sverige.